# Amir Wilson
Amir Wilson (Shrewsbury, Shropshire, Inglaterra, 6 de febrero de 2004) es un actor británico. Interpretó a Will Parry en la serie de HBO y BBC One His Dark Materials, a Tiuri en la serie de Netflix The Letter for the King, y a Dickon Sowerby en la adaptación cinematográfica de 2020 de The Secret Garden.

## Biografía y vida personal
Wilson nació en Shrewsbury, Shropshire, Inglaterra, de padre británico, Paul, y madre sudanesa, Nagla. Tiene una hermana mayor, Iman. Asistió a la escuela primaria St. Giles' C of E. Wilson comenzó a actuar y a formarse con el grupo de teatro local Get Your Wigle On.
Su padre murió en mayo de 2018.

## Filmografía
| Año       | Título                    | Papel          | Notas                         |
| --------- | ------------------------- | -------------- | ----------------------------- |
| 2019      | The Kid Who Would Be King | Chico          | Sin acreditar                 |
| 2019-2022 | His Dark Materials        | Will Parry     | Papel principal; 19 episodios |
| 2020      | The Letter for the King   | Tiuri          | Papel principal; 6 episodios  |
| 2020      | The Secret Garden         | Dickon Sowerby | [ 9 ]                         |
| 2022      | The Magic Flute           | Anton Milanesi | [ 10 ]                        |
| 2024      | The Return                | Filoecio       | Postproducción                |

## Teatro
| Año  | Título                                   | Papel                    | Notas                             |
| ---- | ---------------------------------------- | ------------------------ | --------------------------------- |
| 2015 | The Lion King                            | Simba joven (compartido) | Lyceum Theatre, Londres           |
| 2017 | The Secret Diary of Adrian Mole Aged 13¾ | Nigel                    | Menier Chocolate Factory, Londres |

## Premios y nominaciones
| Año  | Premios                | Categoría                                             | Obra nominada           | Resultado | Ref.   |
| ---- | ---------------------- | ----------------------------------------------------- | ----------------------- | --------- | ------ |
| 2021 | Premios Emmy (Daytime) | Intérprete más joven en un programa de ficción diurno | The Letter for the King | Nominado  | [ 13 ] |